# Kino Táchira (equipo ciclista)

Kino Táchira es un equipo de ciclismo amateur de Venezuela. Está patrocinado por la Lotería del Táchira y participa en distintas competiciones a nivel nacional.

## Historia
Nace como el segundo equipo de la Lotería del Táchira. Destinado a la formación de nuevos ciclistas y para fomentar la práctica del deporte. Principalmente disputa la Vuelta al Táchira.

## Instalaciones
El equipo tiene sede en Santa Ana del Táchira.

## Plantilla
Integrado por jóvenes talentos del estado Táchira.